# Heinkel He 119
O Heinkel He 119 foi uma aeronave experimental desenvolvida pela Heinkel, na Alemanha. Uma iniciativa da própria empresa para testar uma ideia arrojada dos irmãos Günter, o He 119 poderia vir a tornar-se numa aeronave desarmada para voar como bombardeiro ou para efectuar reconhecimento aéreo, características que a colocam no conceito Schnellbomber.